# Grmiščna zverca
Grmiščna zverca (znanstveno ime Lestes barbarus) je predstavnik enakokrilih kačjih pastirjev iz družine zverc, razširjen po zahodnem in osrednjem delu Evrazije.

## Opis
Je razmeroma velik predstavnik svojega rodu, pri čemer pa je velikost posameznih osebkov precej variabilna. Odrasli dosežejo 40 do 45 mm v dolžino, zadnji krili pa merita 20 do 27 mm. Osnovna obarvanost je kovinsko zelena s svetlo spodnjo stranjo, podobno kot pri loški zverci (in za razliko od ostalih predstavnikov rodu) je svetla tudi spodnja stran glave. Najočitnejša značilnost je dvobarvna pterostigma, ki je temna na notranji polovici in svetla na zunanji.
Odrasli letajo poleti, z viškom avgusta, le ob najbolj vročih dnevih se aktivnost sredi dneva zmanjša.

## Habitat in razširjenost
Razmnožuje se v plitkih stoječih vodnih telesih, ki so izpostavljena soncu in lahko poleti presahnejo. To vključuje priobalna polslana (brakična) mokrišča, kjer znaša slanost največ 13 ‰. Pogosto je prvi kačji pastir, ki naseli novo vodno telo. Samice pogosto odlagajo jajčeca na presušeno podlago, ta nato prezimijo in se razvoj nadaljuje naslednjo pomlad, ko s spomladanskim deževjem znova nastane stoječa voda.
Vrsta je razširjena od Zahodne Evrope proti vzhodu do Mongolije in severozahodne Kitajske, odsotna je le v sušnejših predelih. Na jugu sega območje razširjenosti do Severne Afrike in Kašmirja. Od sredine 1990. let se opazno širi proti severu, kjer je doseglo Dansko, jug Švedske in jug Velike Britanije. Razmnoževanje v Veliki Britaniji so prvič potrdili šele leta 2018. Tudi v Sloveniji se pojavlja na krajih, ki jih deževje namoči le spomladi, odrasli osebki pa so maloštevilni. Razširjena je sicer po vsej državi, a preferira nižinske močvirnate travnike, ki so kot habitat ogroženi. Na Rdeči seznam kačjih pastirjev iz Pravilnika o uvrstitvi ogroženih rastlinskih in živalskih vrst v rdeči seznam je grmiščna zverca zato uvrščena kot ranljiva vrsta.